# Albastru Capri
Albastru Capri este un colorant utilizat pentru extracții și determinări fotometrice în cazul B, Ga,  Pt, Ta și pentru fotometrie de flotație în cazul Os  și Ra (λ=630nm).